# Nuvvusvarash
Nuvvusvarash är en kulle i Finland. Den ligger i Utsjoki kommun och landskapet Lappland, i den norra delen av landet, 1 100 km norr om huvudstaden Helsingfors. Toppen på Nuvvusvarash är 340 meter över havet. Nuvvusvarash ingår i Paistunturit.
Terrängen runt Nuvvusvarash är platt åt sydost, men åt nordväst är den kuperad. Terrängen runt Nuvvusvarash sluttar västerut.  Trakten runt Nuvvusvarash är nära nog obefolkad, med mindre än två invånare per kvadratkilometer. Omgivningarna runt Nuvvusvarash är i huvudsak ett öppet busklandskap.